# Neptosternus biharensis
Neptosternus biharensis is een keversoort uit de familie waterroofkevers (Dytiscidae). De wetenschappelijke naam van de soort is voor het eerst geldig gepubliceerd in 1963 door Vazirani.